# Magnum Photos
A Magnum Photos egy nemzetközi fotóügynökség és érdekképviseleti szervezet, amely a fotográfus tagok közös tulajdonában van. Irodái New Yorkban, Londonban, Párizsban és Tokióban találhatóak. Az egyik társalapító, Henri Cartier-Bresson szerint, „a Magnum a gondolkodás közössége, közös emberi tulajdonság, kíváncsiság a világban zajló dolgok iránt, valamint tiszteletben tartása annak, ami éppen történik, és a vágy ezek vizuális leírására.”

## Az ügynökség alapítása
A Magnumot öt fotográfus (Robert Capa, David „Chim” Seymour, Henri Cartier-Bresson, George Rodger és William Vandivert) alapította 1947-ben Capa ötlete alapján felbuzdulva. Seymour, Cartier-Bresson és Rodger azonban nem voltak jelen azon a találkozón, amin az ügynökség megalakult. „A Magnumot feltehetőleg a 2,5 literes, nagy családi pezsgőről nevezték el, mely átvitt értelemben spirituszra, szellemiségre, sikerre, lendületre asszociáltat, és latinul nagyságot jelent.” George Rodger a levélre – melyben tudatták vele, hogy ő is tag lett – ezt válaszolta: “Túl szépnek hangzik ahhoz, hogy igaz legyen.” és inkább „Elhessegetném a fejemből az egésznek a gondolatát.” 
Az ügynökség első elnöke Rita Vandivert volt. Akkoriban nagy előnyt jelentett a fotósoknak, hogy a világ nagy része még felfedezetlen volt számukra, így ők dönthettek arról, hová, merre akarnak menni. Elhatározták, hogy Rodger fog tudósítani Afrikából és a Közel-Keletről,  Cartier-Bresson Keletről, Seymour és Vandivert Európából és az Egyesült Államokból. Capa szabad kezet kapott.
Rodger örökre feladta a háborús fényképészetet, miután egy koncentrációs táborba lépve úgy érezte, hogy azt várják tőle szép beállításokat készítsen a halálról. Cartier-Bresson a háború nagy részét német fogolyként töltötte, amikor is harmadszori próbálkozásra sikerült megszöknie a francia ellenállás idején. A lengyel származású David "Chim" Seymour a náci terror idején veszítette el szüleit (édesapja a „Hebrew” és „Yiddish” könyvek kiadója). A magyar származású Capa készítette a partraszállás elmosódott képeit, akinek neve a spanyol polgárháború óta egyet jelentett a háborús fényképészettel. A négy alapító közül ketten – Capa és Chim – egy évtizeden belül későbbi háborúkban meghaltak.

## Az ügynökségről
A Magnum egyike azon fotós szervezeteknek, amely teljes mértékben a tagok tulajdonában van, és az ő igazgatásuk alatt áll. Az ügynökség elsősorban kooperációs céllal jött létre, ahol a dolgozók, beleértve a társalapítókat is – Maria Eisnert és Rita Vandivertet – a fényképészeket inkább támogatták, mint irányították. A szerzői jog a képek készítőinél maradt és nem pedig a magazinoknál, amelyek a fotókat leközölték. A fotósok eldönthették, hogy akarnak-e publikálni képeket például az éhségről a Life magazinban, az ügynökség pedig eldönthette, hogy ezeket a fotókat eladja-e más országok magazinjainak is, mint a Paris Match vagy a Picture Post, megadva így a fotósoknak a lehetőséget, hogy olyan projekteken dolgozzanak szerződéskötés nélkül, amik különösen inspirálóan hatottak rájuk.
Az ügynökség tagja számos fotóriporter a világ minden tájáról, akik több jelentős 20. századi történelmi eseményről tudósítottak. Az archívumban a képek a következő kategóriák szerint vannak rendszerezve: 
- család
- élet
- drogok
- vallás
- háború
- szegénység
- éhínség
- bűnözés
- kormányzat
- hírességek

## Ars poetica
A Magnum fotósai erős egyéni látásmódjukkal a világ krónikásai; az emberek, események, viták és személyiségek megjelenítői. Négy szerkesztőségi irodával és tizenöt alképviselettel a Magnum fotóügynökség fényképeket biztosít a sajtó, kiadók, hirdetések, a televízió, galériák és múzeumok számára szerte a világon.
Fotóikban egyszerre mutatkozik meg a tudósító és a művész szerepe, magas művészi színvonalú fényképekkel mutatják be nem csak azt, ami a világban látható, hanem azt is, hogyan látják egyesek a világot.
Robert Capa, az ügynökség megalapításának kitalálója újraértelmezte a fotográfus szerepét a második világháború utáni időkben. A kicsi, hordozható kamerák lehetővé tették, hogy gyorsan és csendben készítsenek képeket. Mindez párosult a fotóművészek második világháború utáni érzelmi túlfűtöttségével. Ilyen volt Robert Capa cenzúrázatlan betekintése a vasfüggöny mögé, valamint Cartier-Bresson tudósítása Indiából Gandhi meggyilkolásának idején.
A Magnum fotósai számára fontos volt a rugalmasság témáik kiválasztásánál, valamint az, hogy hosszú ideig dolgozhassanak egy-egy történeten. Egyikük sem szerette volna, hogy valamilyen külső magazin szerkesztősége diktálja a feltételeket. Úgy gondolták, hogy a fényképeken érződnie kell a fotós nézőpontjának, ami túllép az események sablonos megjelenítésén.

## Új tagok megválasztása
A Magnum fotósai minden év júniusának utolsó hétvégéjén találkoznak New Yorkban, Párizsban vagy Londonban, hogy megvitassák a szervezet ügyeit. Az ülés egyik napján döntenek és választanak mindig az új tagok portfóliójáról. A sikeres jelentkezők a Magnum jelölt tagjaivá válnak. Ez egy olyan tagsági kategória, amely biztosítja mind a jelentkező, mind a Magnum számára, hogy jobban megismerjék egymást, valamint ez a fajta tagság nem jelent kötelezettségvállalást egyik oldalról sem.
A jelölt tagsági viszony két évig tart, majd a fotósok benyújthatnak egy újabb portfoliót arra vonatkozólag, hogy szeretnének-e társult taggá válni. Ha a tagfelvétel sikeres, akkor a fotósokra nézve kötelezővé válik az ügynökség összes szabálya. Az egyedüli különbség a társult tag és a teljes jogú tag között, hogy egy társult tag nem töltheti be egy társaság igazgatói posztját, illetve nem rendelkezhet szavazati joggal annak döntéshozatalában. Még további két év eltelte után, ha a társult tag teljes jogú taggá kíván válni, akkor bemutathat a munkáiból egy további portfoliót, amiről a tagok újra döntenek. Miután megválasztották a társult jelöltet teljes jogú tagnak, dönthet tagságának hosszáról, hogy meddig szeretne azzal élni. Eddig még egyetlen Magnum fotóst sem kértek arra, hogy távozzon a társaságból.

## Fényképgyűjtemény
A Magnum 2010. februárjában bejelentette, hogy Michael Dell főalapító cége az MSD Capital szert tett közel 200 000 db eredeti, Magnum fényképészek által készített képre. Együttműködést kezdeményezett az austini Harry Ransom Központtal, hogy megőrizze, katalogizálja és elérhetővé tegye azokat a nyilvánosság számára. A vételár nagysága nem volt nyilvános, habár a gyűjteményt állítólag több mint 100 millió dollárra biztosították. Napjainkban a kutatók számára egy leltárt tartanak fenn a gyűjtemény tanulmányozásához.
A fényképarchívum naponta frissül új anyagokkal a világ minden tájáról. A Magnum saját könyvtárában az összes fotós összes képe megtalálható, továbbá néhány külsős személytől származó speciális gyűjtemény is. Hozzávetőlegesen egymillió nyomtatott képpel és diával rendelkeznek, melyből több mint 500 ezer kép elérhető online is.

## Fordítás
- Ez a szócikk részben vagy egészben  a   Magnum Photos című angol Wikipédia-szócikk ezen változatának fordításán alapul.  Az eredeti cikk szerkesztőit annak laptörténete sorolja fel. Ez a jelzés csupán a megfogalmazás eredetét és a szerzői jogokat jelzi, nem szolgál a cikkben szereplő információk forrásmegjelöléseként.